# Swiss International Air Lines
Swiss International Air Lines (SWISS) är Schweiz största flygbolag. Förutom destinationer inom Europa trafikerar SWISS även destinationer i Nordamerika, Sydamerika, Asien och Afrika. SWISS har sin operativa bas i Zürich och huvudkontor i Basel.

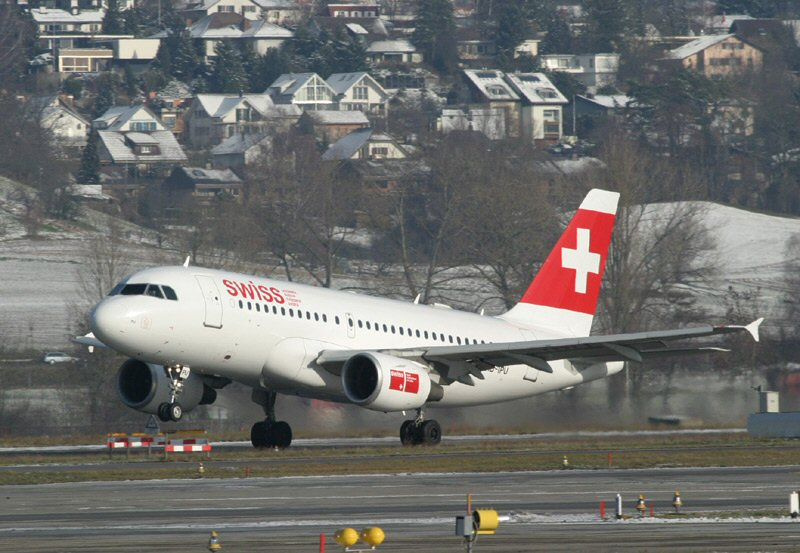
En Airbus A319 i SWISS nuvarande färger.

## Historik
Swiss International Air Lines bildades efter Swissairs konkurs 2002. Strax innan Swissair försvann överfördes stora tillgångar via Swissairs ägare, Credit Suisse och UBS till Crossair. Crossair var ett mindre regionalt dotterbolag till Swissair.
31 mars 2002 började SWISS sina flygningar under eget namn. SWISS har haft möjlighet att gå med i Oneworld trots dispyter med British Airways angående vissa långdistanslinjer. 2004 tackade SWISS dock nej till Oneworld.

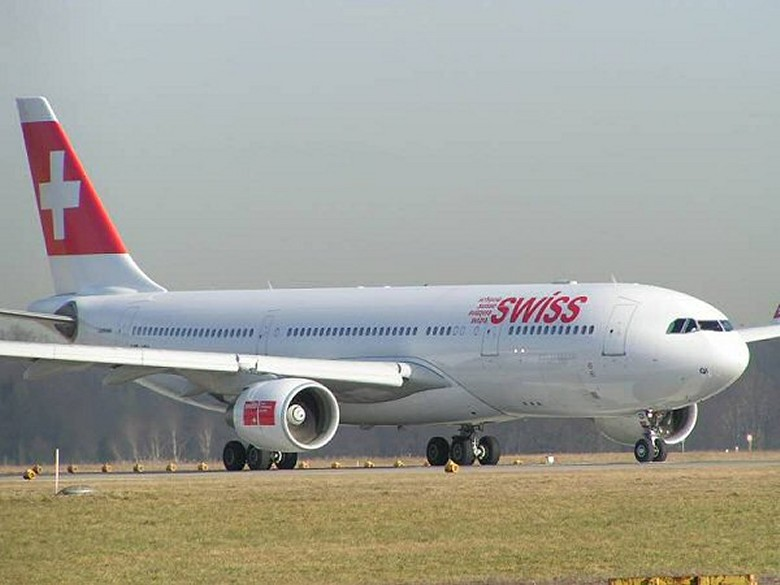
SWISS använder Airbus A330 för långdistansflygningar.

Tyska Lufthansa tillkännagav i mars 2005 sin plan på att ta över SWISS, något som skedde stegvis fram till år 2007. SWISS blev i samband med detta medlem i Star Alliance under 2006.

## Flotta
| Flygplan         | I flotta | Order | Säten ( F / B / P / E ) | Anteckningar                               |
| ---------------- | -------- | ----- | ----------------------- | ------------------------------------------ |
| Airbus A220-100  | 9        | 0     | 125                     |                                            |
| Airbus A220-300  | 21       | 0     | 145                     |                                            |
| Airbus A320-200  | 11       | 0     | 180                     |                                            |
| Airbus A320neo   | 7        | 1     | 180                     |                                            |
| Airbus A321      | 10       | 0     | 219                     | Flera Airbus A321 modeller finns i flottan |
| Airbus A330-300  | 14       | 0     | 236 (8/45/0/183)        |                                            |
| Airbus A340-300  | 4        | 0     | 215 (8/42/21/144)       |                                            |
| Boeing 777-300ER | 12       | 0     | 320 (8/62/28/226)       |                                            |
| TOTALT           | 88       | 1     |                         |                                            |